# Lessy
Lessy és un municipi francès, situat al departament del Mosel·la i a la regió del Gran Est. L'any 2007 tenia 850 habitants.

## Demografia

### Població
El 2007 la població de fet de Lessy era de 850 persones. Hi havia 337 famílies, de les quals 76 eren unipersonals (38 homes vivint sols i 38 dones vivint soles), 148 parelles sense fills, 105 parelles amb fills i 8 famílies monoparentals amb fills.
La població ha evolucionat segons el següent gràfic:
Habitants censats

### Habitatges
El 2007 hi havia 363 habitatges, 339 eren l'habitatge principal de la família, 1 era una segona residència i 23 estaven desocupats. 319 eren cases i 44 eren apartaments. Dels 339 habitatges principals, 296 estaven ocupats pels seus propietaris, 40 estaven llogats i ocupats pels llogaters i 3 estaven cedits a títol gratuït; 2 tenien una cambra, 14 en tenien dues, 20 en tenien tres, 44 en tenien quatre i 259 en tenien cinc o més. 277 habitatges disposaven pel capbaix d'una plaça de pàrquing. A 140 habitatges hi havia un automòbil i a 177 n'hi havia dos o més.

### Piràmide de població
La piràmide de població per edats i sexe el 2009 era:
| Homes | Edats   | Dones |
| ----- | ------- | ----- |
| 0     | 95 o +  | 4     |
| 4     | 90 a 94 | 4     |
| 8     | 85 a 89 | 16    |
| 0     | 80 a 84 | 8     |
| 24    | 75 a 79 | 20    |
| 24    | 70 a 74 | 24    |
| 20    | 65 a 69 | 28    |
| 20    | 60 a 64 | 16    |
| 28    | 55 a 59 | 20    |
| 32    | 50 a 54 | 48    |
| 48    | 45 a 49 | 28    |
| 32    | 40 a 44 | 36    |
| 24    | 35 a 39 | 36    |
| 0     | 30 a 34 | 28    |
| 0     | 25 a 29 | 4     |
| 32    | 20 a 24 | 20    |
| 64    | 15 a 19 | 36    |
| 12    | 10 a 14 | 36    |
| 28    | 5 a 9   | 36    |
| 16    | 0 a 4   | 4     |

## Economia
El 2007 la població en edat de treballar era de 562 persones, 364 eren actives i 198 eren inactives. De les 364 persones actives 350 estaven ocupades (193 homes i 157 dones) i 14 estaven aturades (7 homes i 7 dones). De les 198 persones inactives 56 estaven jubilades, 112 estaven estudiant i 30 estaven classificades com a «altres inactius».

### Ingressos
El 2009 a Lessy hi havia 313 unitats fiscals que integraven 759,5 persones, la mediana anual d'ingressos fiscals per persona era de 27.500 €.

### Activitats econòmiques
Dels 39 establiments que hi havia el 2007, 1 era d'una empresa de fabricació d'altres productes industrials, 3 d'empreses de construcció, 8 d'empreses de comerç i reparació d'automòbils, 1 d'una empresa de transport, 2 d'empreses d'informació i comunicació, 4 d'empreses financeres, 5 d'empreses immobiliàries, 7 d'empreses de serveis, 6 d'entitats de l'administració pública i 2 d'empreses classificades com a «altres activitats de serveis».
Dels 5 establiments de servei als particulars que hi havia el 2009, 1 era un taller de reparació d'automòbils i de material agrícola, 1 guixaire pintor, 1 fusteria, 1 electricista i 1 agència immobiliària.
Dels 3 establiments comercials que hi havia el 2009, 1 era un hipermercat, 1 una botiga de material de revestiment de parets i terra i 1 una perfumeria.

## Equipaments sanitaris i escolars
L'únic equipament sanitari que hi havia el 2009 era un hospital de tractaments de mitja durada (seguiment i rehabilitació).
El 2009 hi havia una escola elemental. Lessy disposava d'un liceu d'ensenyament general amb 155 alumnes.

## Poblacions més properes
El següent diagrama mostra les poblacions més properes.